# Zikmund I. Smiřický ze Smiřic
Zikmund I. Smiřický ze Smiřic, také zvaný Starší (1468/1475/1477–1548) byl český šlechtic z rodu Smiřických ze Smiřic a vynikající hospodář. Společensky ani politicky se příliš neangažoval.

## Život
Narodil se jako syn Jindřicha Smiřického ze Smiřic (asi 1440 nebo asi 1446–1487 nebo 1489), který byl císařem Fridrichem III. v roce 1475 povýšen do říšského panského stavu, a jeho manželky Kateřiny Mašťovské z Kolovrat (kolem 1450–1529).
V mládí pobýval se starším bratrem Albrechtem v Uhrách u varadínského biskupa Jana Filipce (asi 1431–1509). Působil i na budínském dvoře uherského krále Matyáše Korvína až do jeho smrti v roce 1490. Do Čech se vrátil pravděpodobně před dovršením 15 let. Protože zapomněl svou rodnou řeč, musel se znovu učit česky.
Politickému životu se spíše vyhýbal, přesto ho najdeme po roce 1540 mezi relátory na zemských sněmech a v komisi připravující obnovu zemských desk.
Zemřel v roce 1548 a byl pohřben v kostele sv. Václava v Rovensku pod Troskami.

## Rodina
Oženil se dvakrát. Jeho první manželkou byla Ofka z Boskovic a Černé Hory (14. 9. 1479 – 1498, pohřbena v Lysé nad Labem). S ní měl jednoho syna, který asi zemřel s matkou už při porodu. Druhou ženou se kolem roku 1510 stala Kunhuta z Fictumu (asi 1490–1540). Měl 8, 12 nebo dokonce 16 dětí.
- 1. syn († 1498)
- 2. Jaroslav I. (1513 – 18. 11. 1597, pohřben v Kostelci nad Černými lesy) – panský stav 1554, zakladatel kostelecké linie rodu
  - ∞ ( 20. 10. 1555 Budyně nad Ohří) Kateřina Zajícová z Házmburka († 6. 5. 1604, pohřbena v Kostelci nad Černými lesy)
- 3. Markéta († 1575)
  - ∞ Zikmund Brozanský z Vřesovic († 1588)
- 4. Kateřina
  - ∞ Bernard Žehušický z Nestajova († 1563)
- 5. Albrecht (1528 – 6. 12. 1566, pohřben v Náchodě) – zakladatel náchodské linie rodu
  - ∞ (1552) Hedvika Zajícová z Házmburka (1533 – 28. 3. 1592, pohřbena v Náchodě)
- 6. Anežka († po 1599)
  - 1. ∞ Václav Kordule ze Sloupna († 1559)
  - 2. ∞ Jan Jestřebský z Rýzmburka
- 7. Saloména
  - ∞ Čeněk Mičanský z Klinštejna († 1580)
- 8. Jindřich (1535–1569, pohřben v Rovensku pod Troskami) – zakladatel hruboskalské linie rodu
  - ∞ Alžběta z Valdštejna (1538–1596)
- 9. Mariána († mladá)
- 10. Zdeňka (Sidonie; † mladá)
- 11. Johana († mladá)
- 12. Ludmila (Lidmila; † mladá)

## Majetek

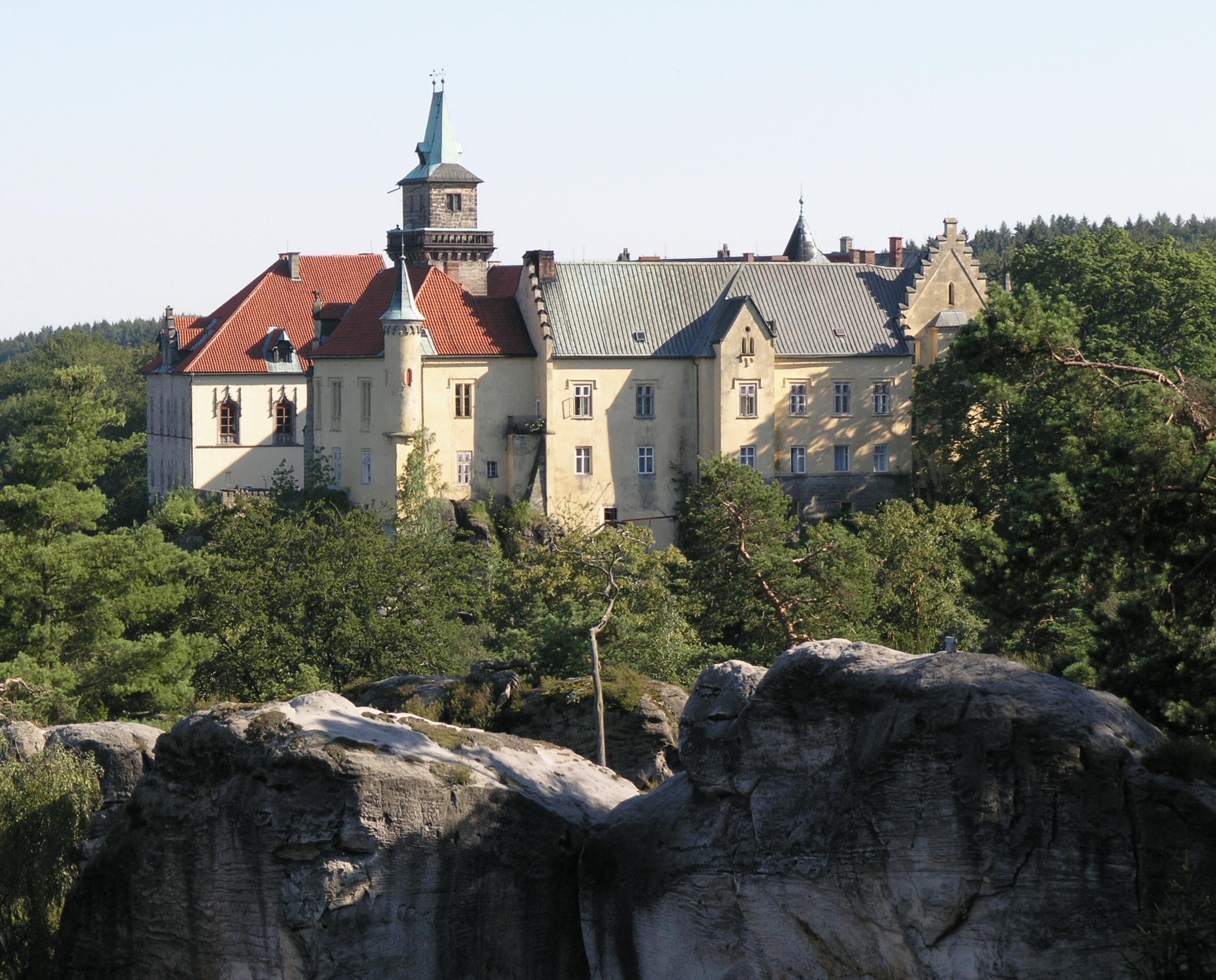
Zámek Hrubá Skála (současný stav)

V roce 1498 získal podíl na panství Lysá nad Labem, který však prodal svému bratru Albrechtovi († 1505). Zdědil polovinu panství Houska, tu však prodal dalšímu bratru Janovi II. († 1506) za 2250 kop grošů českých. V roce 1529 zemřela jeho matka, která odkázala svůj majetek (Lysá nad Labem, Liblice) nejvyššímu purkrabímu Českého království Zdeňku Lvovi z Rožmitálu († 1535). O tento majetek se ze Zdeňkem Lvem soudil spolu se svou sestrou Eliškou a později se synem Jindřichem.
V roce 1514 nabyl od Jana Svojanovského z Boskovic panství Hrubá Skála, ke kterému tehdy patřily hrady Hrubá Skála a Valdštejn, pustý hrad Rotštejn, tvrz Semily, zámek Navarov, dva pusté zámky, městečka Semily a Vysoké nad Jizerou a dále plat v Turnově, poplužní dvory a více než 20 vesnic. Získal je jako věřitel spolu s Janem z Valdštejna a Václavem Litevským ze Svinař. S nimi také spoluvlastnil městečko Žantov, 14 vsí u Nového Bydžova a městečko Rovensko pod Troskami s okolím. Hrad Hrubou Skálu nechal přestavět na renesanční zámek a zvolil si jej za hlavní sídlo.
V roce 1522 (nebo 1530 nebo 1532) získal panství Škvorec od svého synovce Jindřicha z Klinštejna, který byl synem Zikmundovy sestry Markéty a Čeňka z Klinštejna a který padl v Uhrách v bojích proti Turkům. Zikmund nechal kolem roku 1545 upravit starý hrad na reprezentativní renesanční zámek. Panství tvořil zámek a ves Škvorec, ves Křimín (zanikla za třicetileté války), Horka (tehdy Horky), Skřivany (tehdy Křiváň) a Úvaly (tehdy Ouval).
V roce 1544 koupil od Jana IV. z Pernštejna, zvaného Bohatý (1487–1548) panství Náchod za 18950 kop grošů českých, ke kterému patřily zámek a město Náchod, tři městečka, dvůr a 37 vesnic nebo jejich částí. Součástí náchodského panství se postupně v letech 1516–1519 stalo také bývalé panství Vízmburk, které tvořil zpustlý hrad, dvě městečka a 19 vesnic nebo jejich částí.
Dědictví bylo mezi syny rozděleno následovně: nejstarší syn Jaroslav I. zdědil Škvorec, prostřední Albrecht Náchod a Miletín a nejmladší Jindřich Hrubou Skálu a Hořice.